# KkStB 85
A kkStb 85 egy szertartályosgőzmozdony-sorozat volt a cs. kir. osztrák Államvasutaknál ( österreichische Staaatsbahnan], kkStB). Az ikergépezetű telített gőzű B tengelyelrendezésű mozdonyok eredetileg különböző magántársaságok beszerzéséből származtak és az államosításukkal kerültek a kkStB birtokába.
A 85.00 a Kronprinz Rudolf-Bahn-tól, a 85.01 a Niederösterreichische Südwestbahnen-től (NÖSWB) - ezt 1892-ben átépítették és átsorolták a kkStB 83.51 pályaszám alá. A 85.02-07 szintén a NÖSWB-től érkezett. Még egy a Böhmische Commercialbahnen-tól (BCB) érkezett mozdony kapta meg a 85.05 pályaszámot a NÖSWB eredetű mozdony selejtezése után. Saját beszerzés volt a 85.08-09, a 85.10 a Kaiser Ferdinands-Nordbahntól (KFNB) és végül a 85..11-14 szintén a BCB –től származtak.

## KkStB 85.00 (KRB)
A kkStB 85.00 a kkStB által 1884-ben átszámozott Kronprinz Rudolf-Bahn (KRB) eredetű mozdony volt, melyet 1880-ban állítottak szolgálatban és eredetileg a HARTIG nevet kapta.
A Wöhlert cég építette Berlinben 1871-ben az Österreichisch-Alpine Montangesellschaft (ÖMAG) megrendelésére ahonnan később a KRB-hez került. Szerepel a kkStB állományában, ám úgy tűnik mégsem volt a kkStB tulajdona, legalábbis kezdetben. Már 1902-ben selejtezték.

## KkStB 85.02–07 (NÖSWB)
Ez a hat kis mozdony az Alsóausztriai-délnyugati Vasutak-tól (Niederösterreichische Südwestbahnen, NÖSWB) érkezett a kkStB-hez. A NÖSWB-nél 2C-7C pályaszámuk volt. Átvételük után a kkStB számozási rendszerében a 85,02-07 pályaszámokat kapták.
A mozdonyok a Bécsújhelyi Mozdonygyárban 1880-ban és 1881-ben készültek. Három mozdony a második szállítmányban néhány részletben különbözött - például a kazánkonstrukciók - , az első szállítási sorozattól.
A 85,02 és 85,06 pályaszámúakon kívül 1907-ig valamennyi mozdonyt selejtezték. A 85,06 az első világháború után a ČSD-hez került, de ott selejtezték anélkül, hogy beszámozták volna. A fennmaradó 85,02 1918 után a BBÖ-é lett és ott 1926-ban selejtezték.

## KkStB 85.05" und 11–14 (BCB)
Ezek a B tengelyelrendezésű gőzmozdonyok a Böhmische Commercialbahnen-től (BCB) származtak eredetileg. Ott a IIS sorozatba tartoztak. Az öt gép 1881-ben épült a Bécsújhelyi Mozdonygyárban. A mozdonyoknak nem volt száma, csak neveket kaptak: KRC, LIBAN (később DYMOKUR) SADOVA, HOŘIC, DĚTENICE (később HOŘINOVES).
A BCB üzemeltetését 1882-ben először a J. Muzika cég, majd az Osztrák–Magyar Államvasút-Társaság (StEG), 1885-től a BCB maga, 1909-től pedig a kkStB végezte. 1910-ben a BCB államosítva lett.
A 85,05"-t 1916-ban selejtezték, a fennmaradó mozdonyok 1918-ban a ČSD-hez kerültek. A ČSD a 85,10-öt 1921 augusztus 12-én, a 85,14-et 1922 június 21-én lettek selejtezve.

## KkStB 85.08–09 (EAB)
1880-tól a kkStB üzemeltette a Erzherzog Albrecht-Bahn (EAB) vonalait, majd 1892-ben átvette az EAB-ot, amely alatta a két mozdony - 1"-2" számú – is értendő. A mozdonyok 1882-ben épültek. A kkStB először 8601-02 pályaszámokat adott nekik, majd 1889-től 85,08-09-et.
Az első világháború után a mozdonyok a PKP-hez kerültek, de ott selejtezték őket anélkül, hogy besorolták volna.

## KkStB 85.10 (KFNB)
A Kaiser Ferdinands-Nordbahn (KFNB) 1906-os államosításával került ez a mozdony a kkStB tulajdonába. A KFNB-nél a IX sorozatba 902 pályaszámot viselt. Eredetileg a mozdony a Eisenbahn Kremsierer Eisenbahn-é volt és a KFNB 1888-ban vette át. A mozdony neve  KROMERIZ volt és a Bécsújhelyi Mozdonygyárban épült 1880-ban. A mozdony az első világháború után a ČSD-hez került, ahol selejtezték anélkül, hogy besorolást kapott volna.

## Fordítás
- Ez a szócikk részben vagy egészben  a   kkStB 85 című német Wikipédia-szócikk fordításán alapul.  Az eredeti cikk szerkesztőit annak laptörténete sorolja fel. Ez a jelzés csupán a megfogalmazás eredetét és a szerzői jogokat jelzi, nem szolgál a cikkben szereplő információk forrásmegjelöléseként.